# Jacques Gerber (homme politique)
Pour les articles homonymes, voir Jacques Gerber.
Jacques Gerber, né le 11 mars 1973 à Porrentruy (originaire de Röthenbach im Emmental), est une personnalité politique suisse, membre du Parti libéral radical jurassien. 
Il est ministre jurassien du 1er janvier 2016 au 31 décembre 2024, à la tête du département de l'économie et de la santé.

## Biographie
Jacques Gerber naît le 11 mars 1973 à Porrentruy. Il est originaire de Röthenbach im Emmental, dans le canton de Berne. Il est issu d'une famille radicale de Vendlincourt. Son père, agriculteur, a été député au Parlement jurassien, son frère Éric est maire de Vendlincourt.
Après avoir obtenu une maturité de type E en 1991 au Lycée cantonal de Porrentruy, il étudie à l'Université de Neuchâtel, où il décroche en 1995 une licence en économie et économie politique,.
En 1998, il obtient un master en économie agraire de l'Université de Manchester, puis un doctorat en économie agraire de l'EPFZ en 2003,, qui le conduit à passer une année en Tanzanie.
Il travaille à l'Office fédéral de l'agriculture de 2003 à 2007,, où il est responsable du dossier de l'Organisation de coopération et de développement économiques à Paris. En janvier 2008, il devient le chef de l'Office de l'environnement du canton du Jura. Il exerce cette fonction jusqu'à la fin 2015,.
Séparé et père de quatre enfants, il habite Porrentruy depuis 2005.

## Parcours politique
Il est conseiller de ville (législatif) de Porrentruy de 2005 à 2007,
Il est député au Parlement jurassien de 2007 à 2015, où il siège au sein de la Commission de la santé.
Le 8 novembre 2015, il est élu au 2e tour au gouvernement jurassien avec 43,45 % des voix (4e place; 30 % des voix et 3e place au 1er tour). Il finit premier dans le district de l'Ajoie (où il réside), mais dernier dans ceux de Delémont et des Franches-Montagnes. Il prend ses fonctions le 1er janvier 2016, à la tête du département de l'économie et de la santé et devient président du gouvernement en 2019. Il est le candidat le mieux réélu en 2020 (48,99 % des voix),. Il plaide en vain pour la création de postes de secrétaires d'État.
Il est candidat au Conseil des États en octobre 2023. Malgré son alliance avec l'UDC, il termine à la troisième place et n'est pas élu.
Nommé délégué pour l'Ukraine par le Conseil fédéral en septembre 2024, il démissionne du gouvernement jurassien pour la fin de l'année. Ses nouvelles fonctions consistent à diriger un groupe de travail interdépartemental réunissant des membres de la Direction du développement et de la coopération et du Secrétariat d'État à l'économie et chargé de mettre en place le programme de soutien de la Suisse à l'Ukraine.